# Lorenzo Simonelli
Lorenzo Ndele Simonelli (Dodoma, Tanzania, 1 de junio de 2002) es un deportista italiano que compite en atletismo, especialista en las carreras de vallas.
Ganó una medalla de plata en el Campeonato Mundial de Atletismo en Pista Cubierta de 2024 y una medalla de oro en el Campeonato Europeo de Atletismo de 2024.

## Palmarés internacional
| Campeonato Mundial en Pista Cubierta | Campeonato Mundial en Pista Cubierta | Campeonato Mundial en Pista Cubierta | Campeonato Mundial en Pista Cubierta |
| Año                                  | Lugar                                | Medalla                              | Prueba                               |
| ------------------------------------ | ------------------------------------ | ------------------------------------ | ------------------------------------ |
| 2024                                 | Glasgow (Reino Unido)                | Medalla de plata                     | 60 m vallas                          |
| Campeonato Europeo                   |                                      |                                      |                                      |
| Año                                  | Lugar                                | Medalla                              | Prueba                               |
| 2024                                 | Roma (Italia)                        | Medalla de oro                       | 110 m vallas                         |